# 福氏大辮魚
福氏大辮魚為輻鰭魚綱辮魚目辮魚科的其中一種，分布於西北太平洋日本相模灣海域，屬深海魚類。

## 擴展閱讀
維基物種上的相關：福氏大辮魚